# Artur Castro Neves
Arturo J. Castro Neves (Porto, 1944 — Porto, 2014) foi um sociólogo português.

## Biografia
Estudou no Porto, Lisboa e Coimbra onde se empenhou nas lutas estudantis e movimentos antifascistas. Em 1963 foi cofundador dos Cadernos Afrontamento que viriam a dar origem às Edições Afrontamento.
Em 1967, por se recusar a partir para a guerra colonial contra os movimentos africanos de libertação, exilou-se em Paris. Nesta cidade, licenciou-se em Sociologia (1971), na Universidade René Descartes (Sorbonne), tendo-se especializado em antropologia económica. Lecionou nessa universidade a disciplina de sociologia geral.
Após a Revolução de 25 de Abril de 1974, lecionou antropologia económica na Faculdade de Economia da Universidade do Porto e em Lisboa, no Instituto Superior de Ciências Sociais e Políticas (1976 - 1978). Regressou a Paris, nos anos 80, trabalhando no sector cinematográfico, nas áreas da distribuição, promoção internacional e produção.
Em Portugal, entre 1990 e 1991, colaborou no Secretariado Nacional para o Audiovisual (presidência do Conselho de Ministros) como consultor para a Europa e para a elaboração do novo quadro regulamentar. Foi secretário-geral da Associação SCALE integrada no Programa Comunitário MEDIA II, (1991 - 1997).
Em 2001 integra o grupo de reflexão, criado por despacho conjunto dos ministros da Cultura e do Equipamento Social e Comunicações, no quadro da "iniciativa convergência e regulação".
Foi responsável pela disciplina de "economia do audiovisual” do curso de cinema da Universidade Moderna de Lisboa (1998 - 2003).
De 2004 a 2007, foi diretor das Relações Internacionais do CLP TV – canal de língua portuguesa, sediado em Paris. Entre 2009 e 2010, foi consultor externo da Rádio e Televisão de Portugal.
Assumiu também a presidência da Associação para a Promoção Cultural do Norte de Portugal, por si criada, em 1997. No quadro da APCNP organiza vários ciclos de conferências sobre problemas políticos nacionais, nortadas, e organiza as conferências internacionais “A comunidade das nações ibero-americanas e a sociedade da informação”.
Comissariou, para a Fundação Serralves, dois ciclos de conferências: O Imaterial – novos paradigmas da contemporaneidade (2011); O Imaterial – cidadãos, instituições, fronteiras e capitais (2013).

## Principais obras publicadas

### Literatura
- Espaço Pátria Revivido, 1978. Porto: A Regra do Jogo.
- Os Entusiasmos Artificiais, 1986. Porto: Ed. Afrontamento.

### Economia e política
- A natureza da URSS (antologia), 1977. Porto: Ed. Afrontamento.

### Ensaio
- Políticas Públicas e Reformas na Sociedade da Informação, 2006. Porto: Afrontamento.[7]
- Políticas Públicas e Regulação no Sector Audiovisual e Multimédia – Navegar a língua portuguesa, 2012. Porto: Afrontamento.

### Obras coletivas
Ensaio
- Colabora no Dictionnaire d'Anthropologie, 1972. CAL: Paris.
- "A Europa na encruzilhada informacional: Inovação e recursos humanos face aos modelos culturais", in Economia & Prospetiva, n.º 11, outubro de 1999-março de 2000, páginas 47-68, Lisboa, Ministério da Economia.
- "A economia da convergência e da indústria de conteúdos media. O Estado como factor social de produção”, in Economia & Prospetiva, n.º 17, julho-setembro de 2001, Lisboa, Ministério da Economia).
- “Sete ensinamentos sobre a sociedade da informação - A difícil aprendizagem da gobernabilidade e das políticas públicas", in Economia Pura, n.º 55, março de 2003, pp 86-89, Lisboa.
- “A indústria de conteúdos–uma visão estratégica”, GEPE “Documentos de Trabalho”- Ministério da Economia, setembro de 2003 (108 pp).
- “Una visión estratégica para la industria de contenidos” (TELOS, Madrid, abril-junho de 2004, n.º 59 segunda época, 3pp).
- Como definir a sociedade da informação? (2007). In obra coletiva SOCIEDADE DA INFORMAÇÃO – O Percurso Português – Dez anos de sociedade da informação. Análise e Perspetivas, Coordenação de José Dias Coelho (Lisboa, APDSI e Edições Sílabo, 2007, pp. 57-69).
- Publicação de artigos nos periódicos Diário de Notícias, Jornal de Notícias e Público.

## Edições culturais
- 1963. Com colegas de liceu, criou a revista Espaço, publicado pelas Edições Afrontamento.
- 1978. Fundador da Revista Trimestral de Histórias e Ideias (codiretor com Armando Trigo de Abreu).[8]

## Produção audiovisual
Como produtor, na cidade do Porto, produziu para a RTP, um telefilme escrito por Carlos Tê, sobre os novos modos de vida urbanos na cidade, intitulado Corações Periféricos (1989-1990).
Preparou uma série televisiva, escrita por Carlos Tê e Zé Martins, sobre as novas realidades do poder local (baseada no Norte), intitulada Autarca Modelo (1991).
Produziu o filme documentário sobre o arquiteto Álvaro Siza Architecture Siza coproduzido com a RTP, o INA, e a Televisão da Catalunha (1993).
Realizou a curta-metragem O Observador das Coisas (sete minutos), sobre o poeta Fernando Pessoa, em especial O Guardador de rebanhos para a RTP.
Entre 1989 e 1991 produziu também As viagens modernas (6x25') apoiado pela Comissão Nacional para as Comemorações dos Descobrimentos Portugueses.